# Joseph-Marie Vien
Joseph-Marie Vien (někdy uváděn jako Joseph Maria Vien, 18. června 1716 Montpellier – 27. března 1809 Paříž) byl francouzský neoklasicistní malíř, učitel Jacquesa-Louise Davida. V letech 1789–1791 byl vůbec posledním držitelem titulu prvního královského malíře.

## Život
Narodil se roku 1716 v Montpellier, jako syn zámečníka. 
Strávil mnoho let v Římě, kde obdivoval Raffaela a Nicolase Poussina, která ho značně ovlivnila. Ve své vlastní tvorbě se věnoval především „nasládlým“ mytologizujícím žánrům, v nichž spojoval rokoko s klasicismem.
Vien zemřel v Paříži roku 1809 ve věku 92 let a byl pohřben v Pantheonu. 
Mezi jeho žáky patřili François-André Vincent, Jean-Antoine-Théodore Giroust, Jean-Baptiste Regnault, Joseph-Benoît Suvée, Jean-Pierre Saint-Ours, François-Guillaume Ménageot a Jean-Joseph Taillasson.  
S manželkou Marií měl jednoho syna, který se také stal malířem.

## Galerie děl

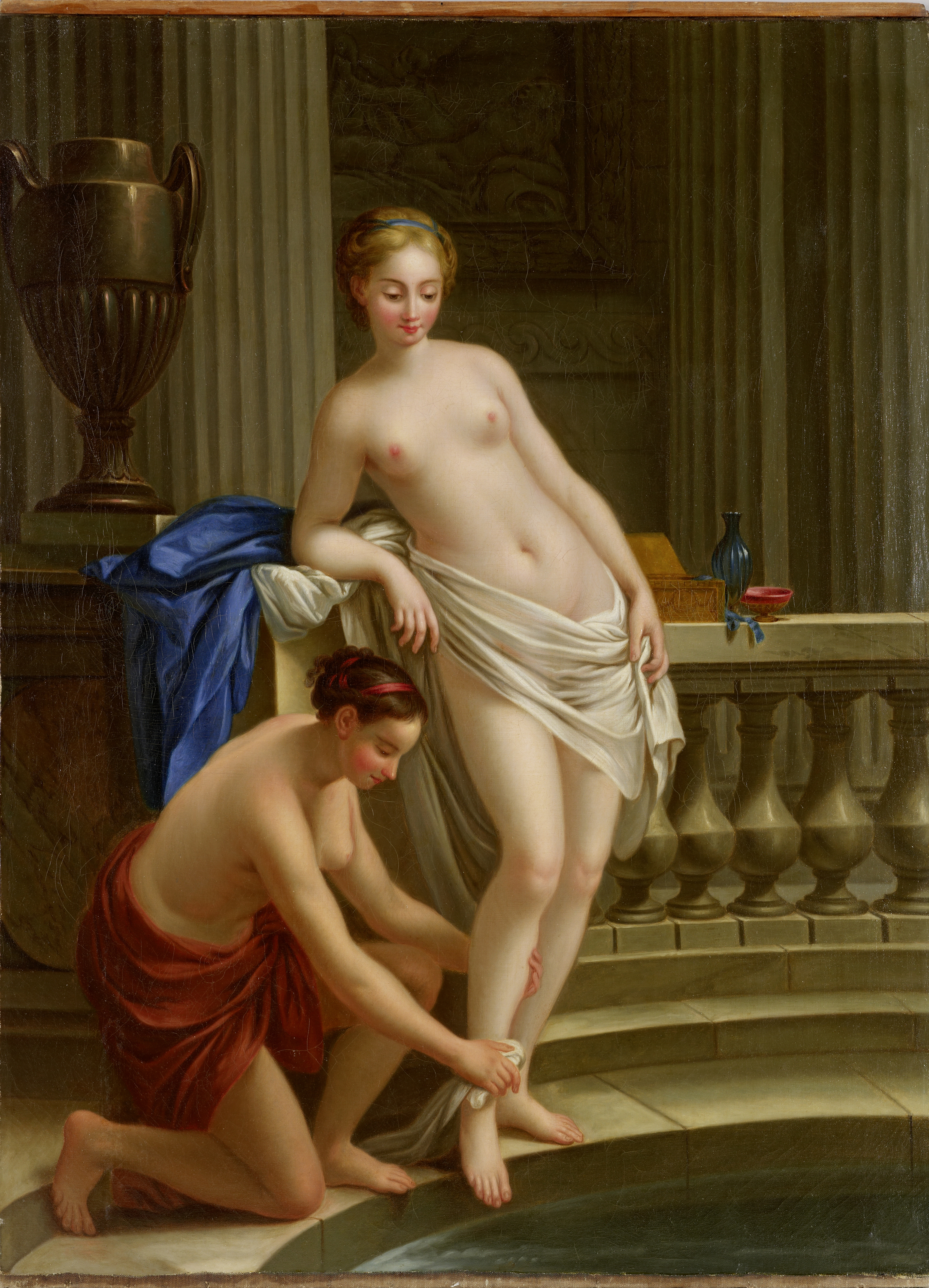
Deux femmes au bain
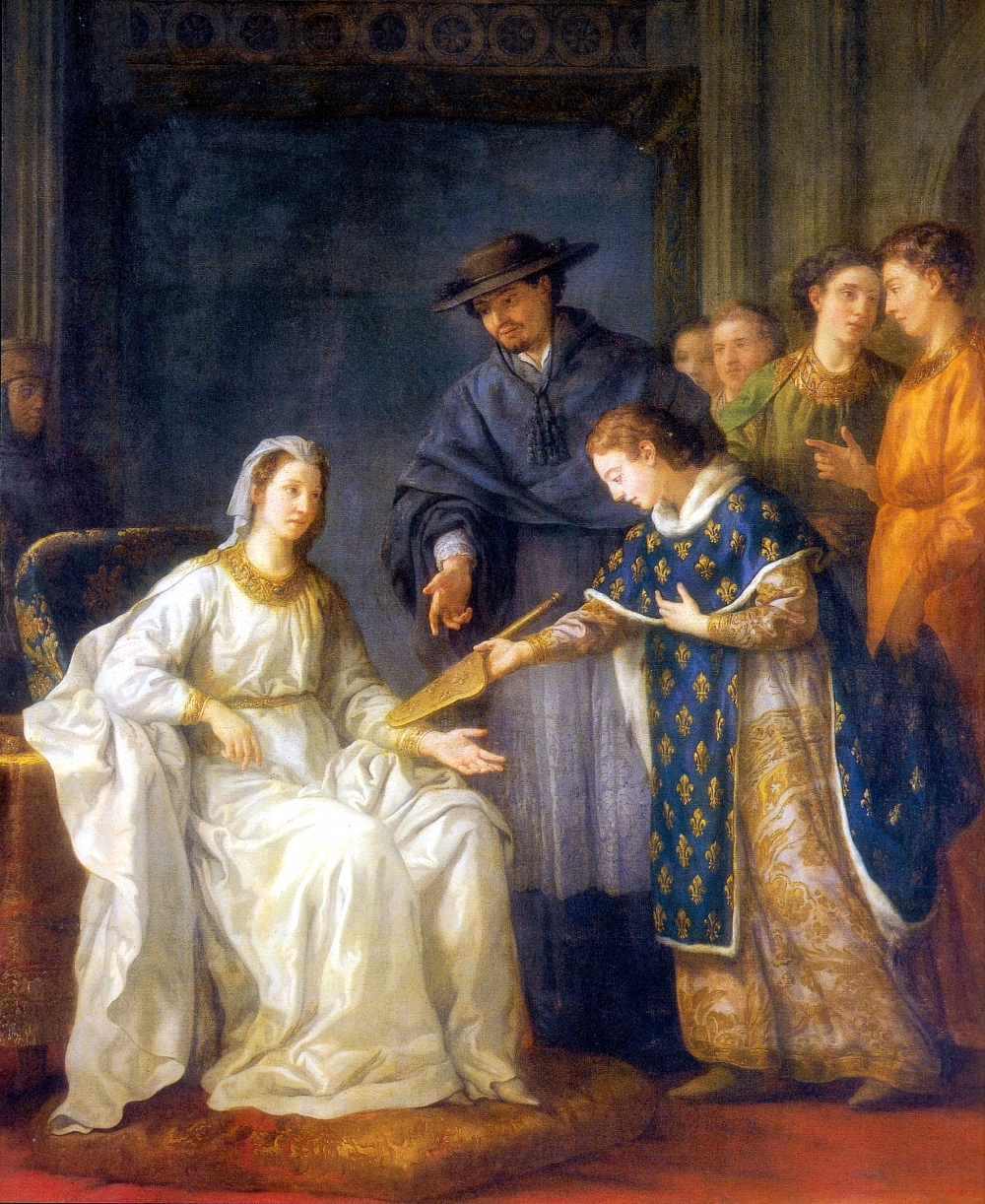
Saint Louis, roi de France, remettant la regence a sa mere Blanche de Castille
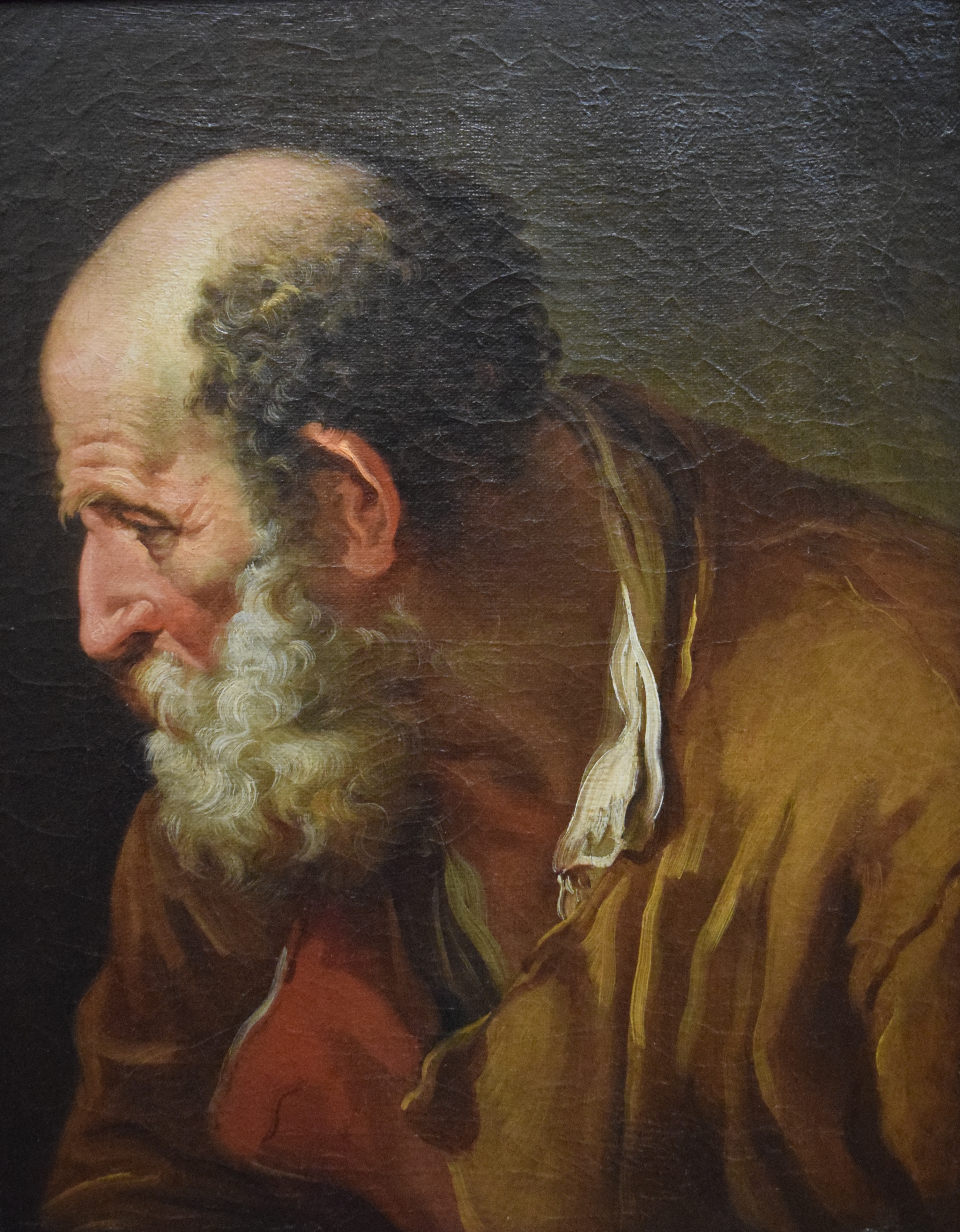
Portrait de Vieillard-Joseph-Marie Vien
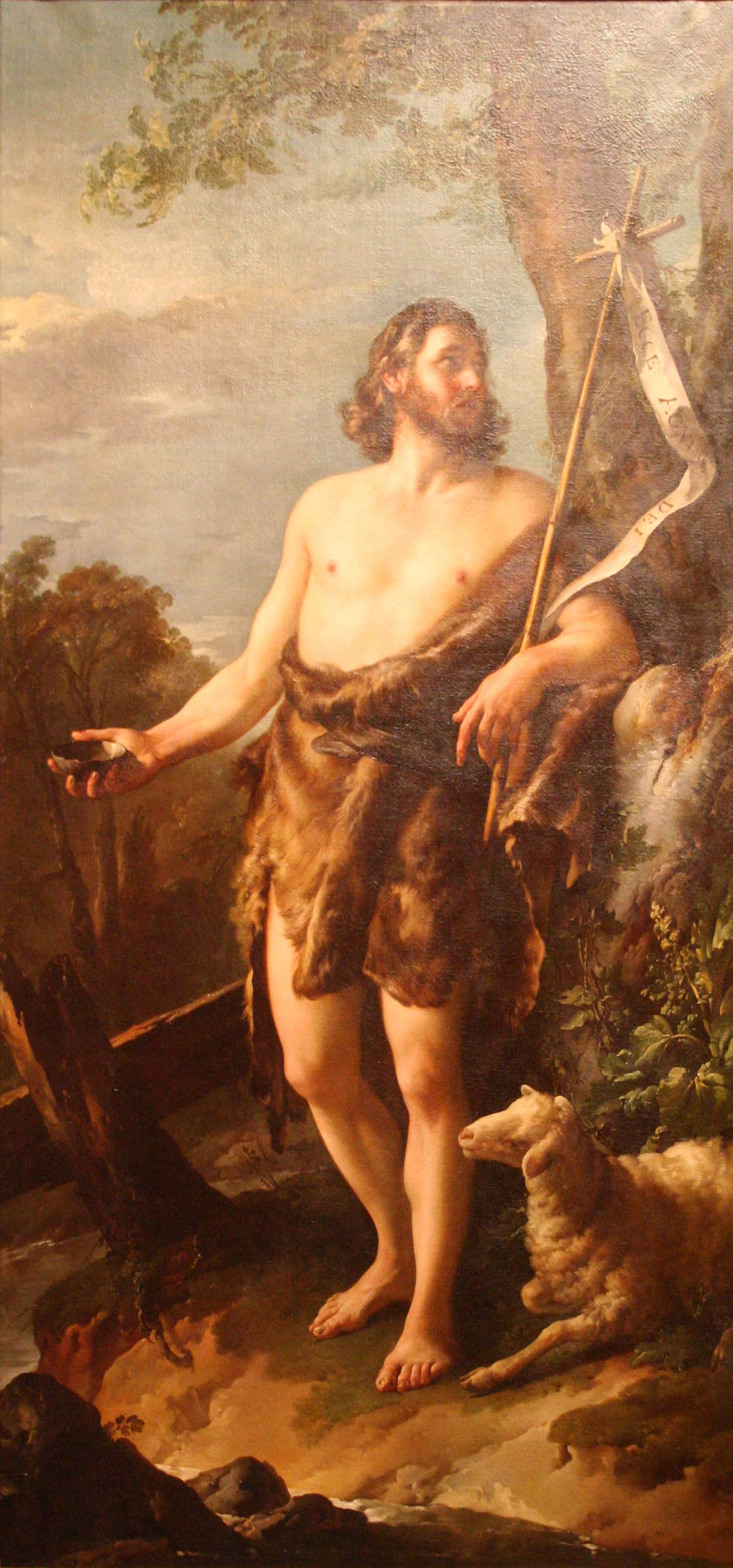
Saint Jean-Baptiste
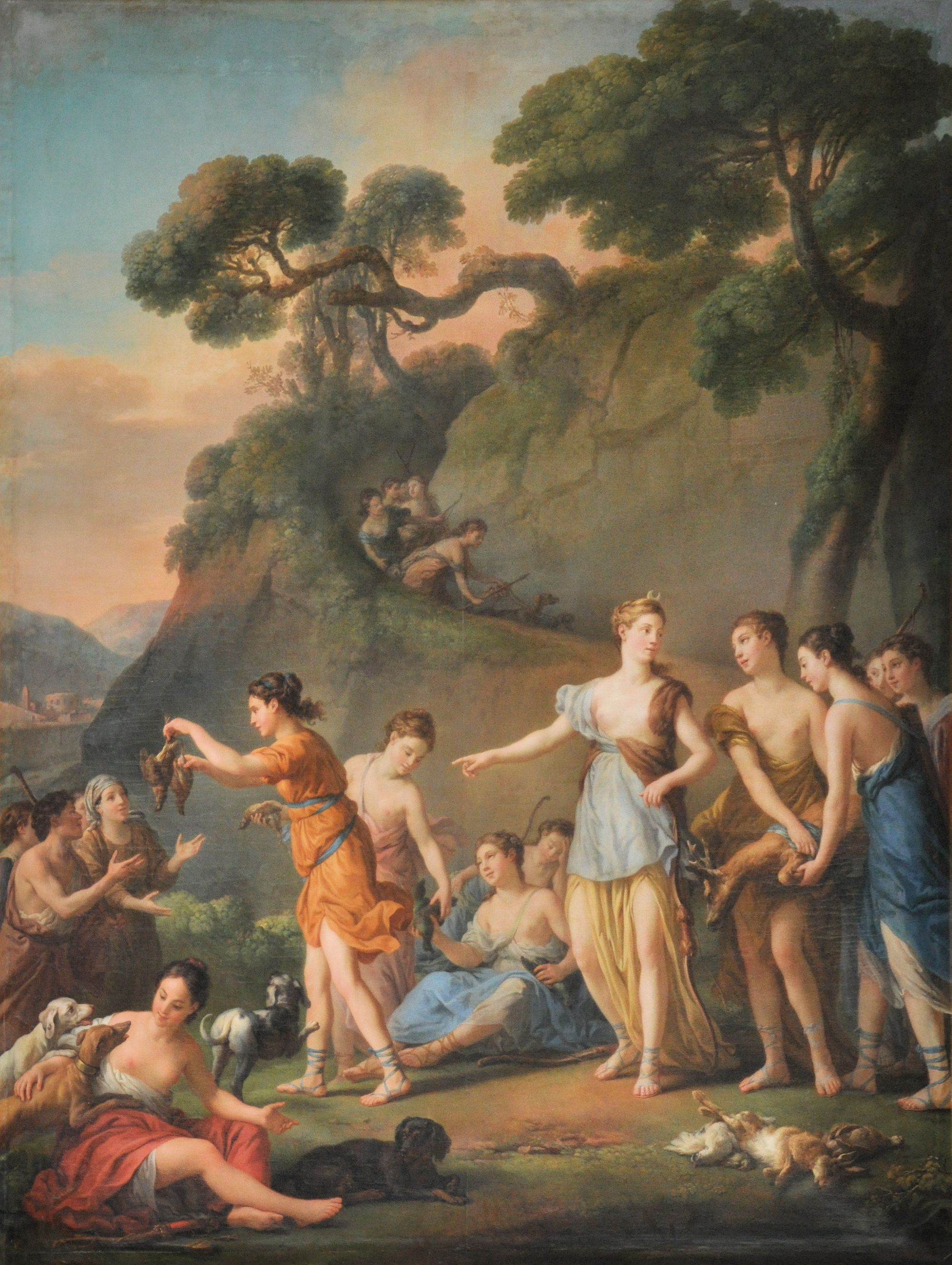
La Chasse